# John Coffee Hays
John Coffee "Jack" Hays (Little Cedar Lick, Wilson, Tennessee, 28 de enero de 1817 - Piedmont, California, 21 de abril de 1883) fue un capitán estadounidense de los rangers de Texas y oficial militar de la República de Texas. Sirvió en varios conflictos armados, incluyendo las Guerras Indias y la Intervención estadounidense en México.

## Biografía
Hays nació en Little Cedar Lick, en el condado de Wilson, en el estado norteamericano de Tennessee. Su padre, Harmon Hays, estaba emparentado con la esposa de Andrew Jackson, y dio a su hijo el nombre del coronel John Coffee, viejo amigo de la familia y protegido de Jackson. Su hermano fue el general confederado Harry T. Hays de Nueva Orleans. Su hermana, Sarah Hays Lea, fue la madre de John Hays Hammond. En 1836, Hays llegó a Texas. Sam Houston le nombró miembro de una compañía de rangers de Texas porque conocía a la familia de Jack de Tennessee. La vida social del vecindario pivotaba alrededor de la casa del general Andrew Jackson, The Hermitage, y los chicos Hays crecieron escuchando interminables tertulias sobre plantaciones, carreras de caballos, asuntos militares y política. Es imposible saber hasta qué punto Jackson, que era su tío abuelo, influyó en la brillante y retentiva mente de Jack, pero, desde luego, éste aprendió mucho de Jackson antes de cumplir los doce años.
El capitán Hays y los rangers de Texas adoptaron muy pronto el revólver Colt. El modelo Colt Patterson n.º 5 Holster comenzó pronto a ser conocido como el Texas Patterson. Hays y Samuel Hamilton Walker, también capitán de los rangers de Texas, hicieron aportaciones directas al invento de Samuel Colt, que llevaron al desarrollo del modelo Walker Colt y al restablecimiento de Colt Firearms.
En los años siguientes, Hays lideró a los rangers en una campaña contra los comanches y otras tribus indígenas hostiles, consiguiendo debiltar su poder. En 1840, el jefe tonkawa aliado Plácido, con 13 exploradores, se unió a los rangers y localizó una numerosa partida comanche, contra la que tuvo lugar la batalla de Plum Creek. Más tarde, comandó las fuerzas enviadas contra la invasión de México en 1842 y en la Intervención estadounidense en México (1846-1848), donde los rangers sobresalieron, alcanzando fama nacional. A pesar de su juventud en aquel momento, Hays es considerado responsable de dar cohesión, disciplina y mentalidad de grupo a los rangers. Flacco, un jefe de la tribu indígena aliada de los lipanes, solía llamar a Hays Bravo-Too-Much.
Hays fue descrito por Nelson Lee, uno de los rangers a su cargo, como un esbelto, menudo y lampiño chaval, de no más de veinte años y que parecía más joven de lo que de hecho era. En sus maneras era extremadamente sencillo, un mozalbete de pocas palabras, cuya tranquila conducta llegaba totalmente al borde de la modestia. Sin embargo, fue a este jovencito al que los altos, corpulentos y musculosos defensores aclamaron unánimemente como su jefe y líder." El historiador Walter Prescott Webb escribió que "bajo su liderazgo se fundó la mejor tradición de los rangers de Texas.
Hays desposó a Susan Calvert en Seguin, Texas, en el Hotel Magnolia en 1847.
Cuando las noticias del plan de Hays para jubilarse llegaron a Nueva Orleans, el periódico Picayune de esa ciudad publicó una larga historia sobre la "jubilación del coronel Hays" y comentó: el aguerrido Hays, que ha tenido su vida en sus manos durante los últimos diez años, y quizás afrontó la muerte más frecuentemente en ese tiempo que ningún otro hombre, cuyos servicios en el campo de batalla han sido más apasionados y valiosos para Texas que los de ningún otro ciudadano, está a punto de jubilarse y de reposar sus laureles, que parece llevar inconscientemente, tan modesto en su porte, para buscar en el seno de su familia el descanso y el placer a que tan gran derecho tiene.
Jack Hays fue uno de los guerreros más respetados por la tribu comanche. El jefe Joroba de Búfalo envió un regalo a California consistente en una copa de plata con la inscripción Joroba de Búfalo Jr. cuando recibió la noticia del nacimiento del primer hijo de Jack, un generoso y extremadamente raro gesto en esta época. La copa está expuesta en el Gene Autry Western Heritage de Los Ángeles, donado por la familia californiana de Hays.
En 1848, terminada la guerra, Hays fue seleccionado para liderar una expedición para abrir una ruta desde San Antonio hasta El Paso. La expedición, que incluía a Sam Maverick y a una partida de rangers, atravesó desiertos desconocidos (cuando las vituallas se terminaron, los hombres se vieron obligados a comerse a sus mulas) y fue abortada antes de llegar a Presidio, regresando la partida a San Antonio.
En 1849, Hays fue nombrado por el gobierno federal agente indio para el condado de Gila River. Más tarde, en California, en 1850, Hays fue elegido sheriff del condado de San Francisco. También entró en política, y fue nombrado agrimensor general de Estados Unidos para California en 1853.
Durante un viaje en el Golden Age, una carta al Pacific Methodist, escrita a bordo del vapor, contó que el coronel Jack Hays, destacado tejano, está entre los pasajeros con destino a Washington. Es un hombre de pocas palabras, cercano, sencillo, reservado pero afable, y nunca parece ser consciente completamente de que su amor a la patria e intrepidez en los campos de batalla han hecho de él una honorable parte de la brillante historia de este país... Como casi todo hombre valeroso está ardientemente atado a su familia, y habla en términos reverenciales de la piedad de su esposa y los intereses del cristianismo.
Hays fue también uno de los fundadores de la ciudad de Oakland. En los años siguientes amasó una considerable fortuna de propiedades inmobiliarias y empresas ganaderas. En 1860 estaba en Virginia City, Nevada, haciendo negocios, cuando las noticias de la primera batalla de Pyramid Lake llegaron a la zona. Subsecuentemente comandó una fuerza de soldados voluntarios en la segunda batalla de Pyramid Lake. Fue elegido delegado de la convención nacional demócrata en 1876, que aprobó el nombramiento de Samuel J. Tilden como candidato a la presidencia de los Estados Unidos.
En abril de 1870, Hays viajó al este para una visita. El San Antonio Herald declaró que el nombre de Jack Hays va casi a despertar a los muertos. La ciudad de El Álamo celebró un gran baile en el famoso Hotel Menger. Poco más tarde, en julio, acompañado por su hermano, el general Harry T. Jays de Nueva Orleans, regresó a California.
Anna McMullin y John Hays Jr. se casaron en San Francisco, combinando los legados de dos rangers de Texas. El capitán John McMullin fue uno de los más cercanos amigos de Jack Hays y le siguió a California. Fue elegido primer sheriff de Sacramento el mismo año en que Jack se convirtió en el primer sheriff de San Francisco, en 1850.
Hays falleció en Piedmont, California el 21 de abril de 1883 y fue enterrado en el Mountain View Cemetery de Oakland. El condado de Hays, en Texas, fue bautizado así en su honor.